# Kid Rock
Kid Rock (polgári nevén Robert James Ritchie, 1971. január 17., Romeo) amerikai zenész, énekes, rapper és színész. Több zenei műfajban is jeleskedett, például a rock, a country, a blues, a metal és a rap műfajában.
Apja, Bill Ritchie, autókereskedő volt, anyját Susan Ritchie-nek hívták. Három testvére van. Nevét az egyik klubból kapta. Ötszörös Grammy-díj nyertes. Rockot 17 éves korában megkereste egy raplemezeket kiadó cég, akivel aláírta a szerződést, szülei tiltakozása ellenére. 1990-ben jelent meg első albuma, Grits Sandwiches for Breakfast címmel. Ekkor kezdődött el rapzenei karrierje. Azóta több lemezt is kiadott. Kid Rock 1997-ben műfajt váltott, "átvándorolt" a rap-rock műfajba. 2003-tól 2009-ig volt a "southern rock éra", 2009-től 2014-ig a "Heartland rock éra", 2015 óta pedig countryzenét játszik. Kid Rock felesége a színésznő Pamela Anderson volt, akihez 2006-ban ment hozzá, 2007-ben el is váltak. Rock 12 lemezt adott ki eddig, a válogatáslemezeket is beleértve.

## Diszkográfia
- Grits Sandwiches for Breakfast (1990)
- The Polyfuze Method (1993)
- Early Mornin' Stoned Pimp (1996)
- Devil Without a Cause (1998)
- Cocky (2001)
- Kid Rock (2003)
- Rock n Roll Jesus (2007)
- Born Free (2010)
- Rebel Soul (2012)
- First Kiss (2015)
- Sweet Southern Sugar (2017)
- Bad Reputation (2022)